# Filippo Guglielmo Pallavicino delle Frabose
Filippo Guglielmo Pallavicino delle Frabose (Torino, 22 giugno 1662 – Torino, 16 febbraio 1732) è stato un politico e militare italiano.

## Biografia
Era figlio di Vittorio Maurizio (1617-1691), secondo marchese delle Frabose e gentiluomo di camera del duca Vittorio Amedeo II di Savoia, e di Françoise Chabod de Saint Maurice (?-1678).
Fu al servizio del duca Vittorio Amedeo II di Savoia nelle varie imprese militari col grado di colonnello e luogotenente di maresciallo delle armate regie. Ricoprì le cariche di governatore di Susa nel 1710 e di Alessandria nel 1714. Nel 1719 divenne generale di artiglieria e nel 1720 nominato viceré di Sardegna e rieletto nel 1726. Nel 1724 fu eletto governatore della cittadella di Torino.Nel 1731 fu eletto gran ciambellano del re. Morì nel 1732.